# 新井貴子
稲垣 貴子（いながき きこ、1990年12月8日 - ）は、日本の女性モデル。Donna所属。旧姓・旧芸名は新井 貴子（あらい きこ）。
大阪府出身。2012年度ミス日本グランプリ受賞者。大阪体育大学健康・スポーツマネジメント学科卒業。

## 来歴
中学・高校の6年間はバレーボールに打ち込み、大学でアルティメットを始めた。
大学時代、2010年「全日本大学アルティメット選手権大会」準優勝に輝くなど、同種目第一線で活躍。
2012年、「世界アルティメット&ガッツ選手権大会」（堺市）のPR大使に就任。
2012年ミス日本コンテストグランプリを受賞。前夜祭では、歴代のミス日本が選ぶ特別賞「ザ・ブリリアント賞」を受賞し、グランプリ賞とのダブル受賞。
シンガポールでモデルを始め、2014年7月よりパリ・コレクションをはじめとするショー出演や、ブランド広告、雑誌など世界を舞台に活躍。
2022年1月、ラグビー選手の稲垣啓太と結婚したことを発表した。結婚後も旧姓の新井姓で活動していたが、2023年8月29日、芸名を稲垣姓に改めることを発表した。

## 人物

### 家族
- 実父は元プロ野球選手の新井宏昌、3人姉妹の末っ子。姉が2人おり、長姉はスリーハーツ財団代表で2011年度同大会・ミス日本ミス着物受賞者の新井寿枝。

### エピソード
- 中学から大学までスポーツをしていたが、20歳の時に母が亡くなったことでそれまで打ち込んでいたことに全然力が入らなくなっていた[3][5]。当時長姉はモデルをしており、「モデルをやってみたら」と言われてモデルの世界に入ったという[3][5]。

## 出演

### テレビ番組
- 情熱大陸＃995「モデル・新井貴子」（2018年3月25日、MBS）
- 突然ですが占ってもいいですか?（2022年10月24日、フジテレビ）[6]

### CM
- JA全農にいがた 新潟米「ごはんがおいしい幸せ」篇（2024年9月12日 - ） - 稲垣啓太と共演[7]